# Lucia Valentini Terrani
Lucia Valentini Terrani (ur. 28 sierpnia 1948 w Padwie, zm. 11 czerwca 1998 w Seattle) – włoska śpiewaczka operowa, mezzosopran.

## Życiorys
Ukończyła studia wokalne w Padwie, na scenie zadebiutowała w 1969 roku w Brescii tytułową rolą w Kopciuszku Gioacchina Rossiniego. W 1973 roku otrzymała angaż do mediolańskiej La Scali. W 1974 roku rolą Izabeli we Włoszce w Algierze debiutowała w nowojorskiej Metropolitan Opera. Występowała na deskach m.in. Covent Garden Theatre w Londynie, Opery Paryskiej, Teatru Bolszoj w Moskwie, Opery Wiedeńskiej, Lyric Opera w Chicago. Specjalizowała się w trudnych, koloraturowych rolach. Zasłynęła szczególnie jako odtwórczyni partii w operach Rossiniego i Verdiego.
Była żoną aktora Alberto Terraniego. 